# Vysočany, Blansko
Vysočany là một làng thuộc huyện Blansko, vùng Jihomoravský, Cộng hòa Séc.